# عوض صالح أحمد (رياضي)
عوض صالح أحمد (مواليد 22 مارس 1969) هو رياضي يمني سابق في عدو المسافات المتوسطة. مثل اليمن الشمالي في دورة الألعاب الأولمبية الصيفية عام 1988 في سباق 1500 متر رجال وانتهى بالمركز الرابع عشر في منافساته، وفشل في التقدم. 